# 종점 (1981년 영화)
"종점"은 1981년에 개봉한 대한민국의 영화이다.

## 캐스팅
- 장미희
- 오재두
- 하용수
- 박원숙
- 박암
- 김한섭